# Abonyi Ferenc
Abonyi Ferenc, született: Groffinger (Csány, 1889. november 9. – Budapest, 1946. június 12.) magyar vasúti segédtiszt, szélsőjobboldali politikus, országgyűlési képviselő.

## Élete
1889-ben, Csányban született katolikus családban, szülei Groffinger Sándor és Stáhl Erzsébet. Tanulmányait Hatvanban és Egerben végezte. 1909-ben az Államvasutaknál segédfékezőként dolgozott, majd 1912-ben Helyiérdekű vasút alkalmazottjaként üzemi segédtiszt, később vizsgáló főkalauz lett 1939-ig. 1919-től rendszeresen részt vállalt keresztényszocialista mozgalmakban. 1935-ben Ernszt Sándor Keresztény Pártjának pótképviselője volt. Groffinger családi nevét 1935-ben változtatta Abonyira. 1940-ben belépett a Szálasi-féle Nyilas pártba és a Pest környéki főkerületvezetőnek és pártszemlélőnek nevezték ki és a Budapest környéki választókerületben mandátumot szerzett és a Nyilas Párt képviselője volt 1944 tavaszáig, amikor is szívbetegsége miatt visszavonult a politikától. Felesége Molnár Jolán volt.

## Halála
1945 őszén a Gyorskocsi utcai fegyházba vitték háborús bűntett gyanújával, ahol szívizom-elfajulás következtében 1946. június 12-én meghalt.